# Вонгсават, Сомчай
Сомчай Вонгсават (тайск. สมชาย วงศ์สวัสดิ์; род. 31 августа 1947) — тайский политик. Премьер-министр Таиланда с 18 сентября по 2 декабря 2008 года.

## Семья
Жена Сомчая Вонгсавата является сестрой бывшего премьер-министра Таиланда Таксина Чиннавата.

## Карьера

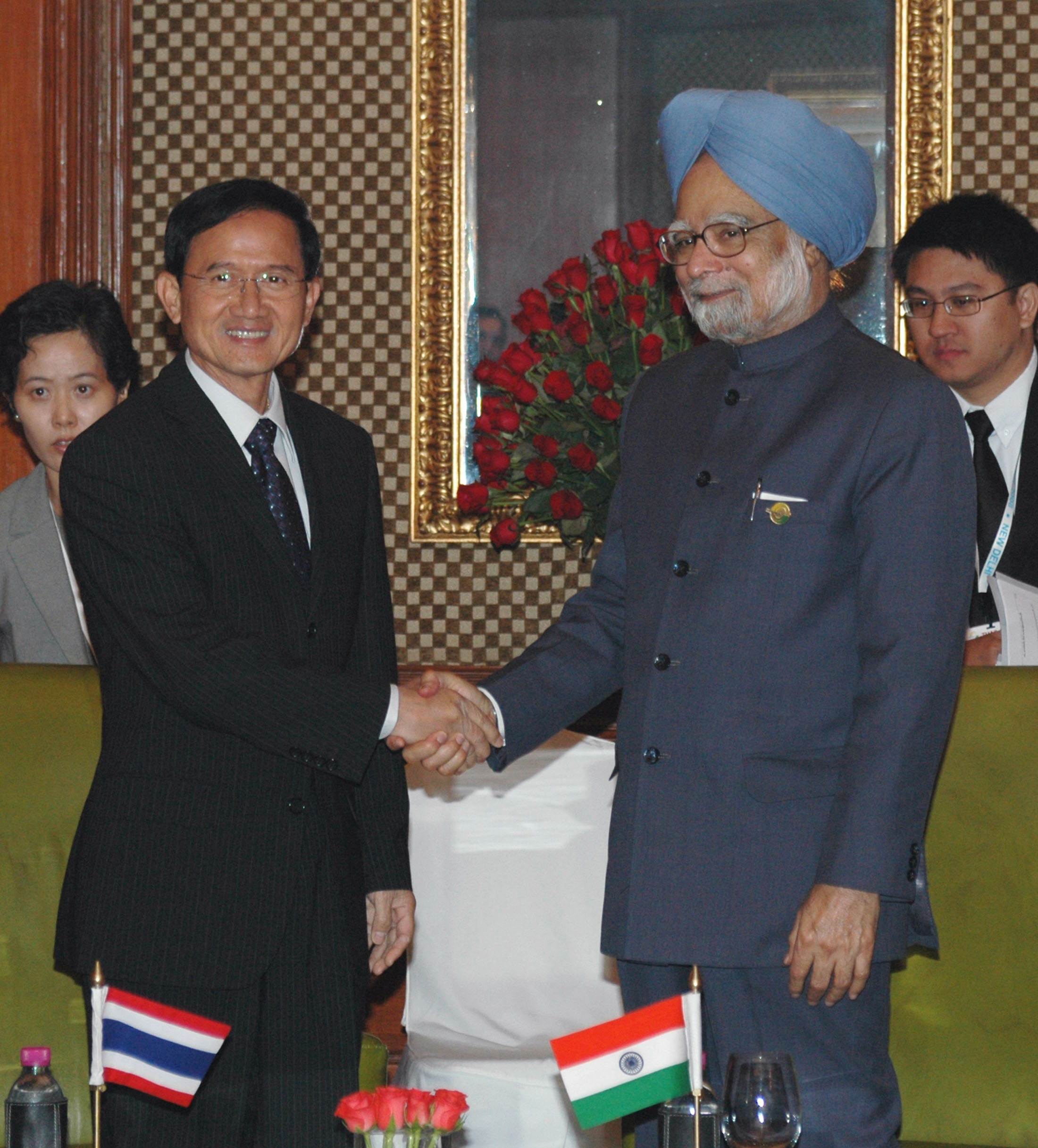
Сомчай Вонгсават встречается с премьер-министром Индии Манмоханом Сингхом в Нью-Дели в 2008 году

Сомчай Вонгсават, получив юридическое образование, долгое время работал в судебной системе Таиланда, а позже занимал должности постоянного секретаря министерства юстиции и министерства труда. В 2006 году ушёл с государственной службы в связи с преклонным возрастом, и посвятил себя общественной деятельности. Однако, вскоре он вернулся в большую политику, заняв должность заместителя лидера Партии народной власти в 2007 году, а в следующем году он занял пост первого вице-премьера правительства.
В ходе серьёзного политического кризиса в Таиланде, после вынужденной отставки премьер-министра Самака Сунтхаравета, он исполнял со 2 сентября 2008 года обязанности премьер-министра Таиланда. 17 сентября 2008 года Сомчай был избран премьер-министром страны Национальной Ассамблеей, получив 298 голосов «за», что больше, чем 163 голоса за Апхисита Ветчачиву. 18 сентября 2008 года король Таиланда Пумипон Адульядет издал указ о назначении Сомчая Вонгсавата на этот пост. В условиях непрекращающихся массовых акций протеста оппозиции, после оглашения решения Конституционного суда Таиланда о невозможности Сомчаю Вонгсавату занимать государственные посты в течение пяти лет и запрете деятельности Партии Народной власти, 2 декабря 2008 года Сомчай Вонгсават вынужден был подать в отставку.